# 傑斯·佛朗哥
傑斯·佛朗哥·馬內拉（西班牙語：Jesús Franco Manera，1930年5月12日—2013年4月2日），西班牙男導演、編劇、攝影師及演員。

## 生平
儘管佛朗哥在電影事業上從未有過巨大的成功，但他的成本低廉的色情與驚慄電影作品，為他帶來一小撮忠心崇拜者。從1960年代至1980年代後期，佛朗哥一直保持多產，到晚年仍有電影作品面世，但已逐步減產。
在他超過180套電影作品中，某一些亦曾廣受歡迎，例如：《可怕的奥勒弗》（1961）、《恶魔医生》（1965）、Necronomicon - Geträumte Sünden (1967), The Castle of Fu Manchu (1968), Justine (1968), Count Dracula (1969)、《女同性恋吸血鬼》（1970）、Christina, princesse de l'érotisme (1971), Female Vampire (1973), Frauengefängnis (1975), Die Liebesbriefe einer Portugiesischen Nonne (1977), La tumba de los muertos vivientes (1981)與《花容劫》（1988）。
佛朗哥廣為人知的，是他擁有多個化名，包括David Khune和Frank Hollmann. 由於佛朗哥也是樂手，且是爵士樂的愛好者，所以他的化名有時取材自爵士音樂家，例如Clifford Brown和詹姆斯·派斯·詹森。
佛朗哥的作品主題大部分圍繞女同性戀、殭屍、女囚與性剝削，還有一些作品取材自薩德侯爵（Marquis de Sade）的性虐待文學作品。佛朗哥的作品還包攬大部分剝削電影的主題，例如食人族與褻瀆神職人員（修女剝削電影，此類型影片在七十年代的歐洲大行其道）。
他的電影經常有的裸女在床或地上扭動的畫面（例如《驱魔人罗娜》與《吸血妖姬》）。他的電影風格常為人詬病，因為他經常濫用手提攝影與變焦鏡頭。
他的電影生涯中，經常合作的演員有Howard Vernon、Antonio Mayans、Paul Müller、克里斯多福·李、Soledad Miranda、蓮娜·蘿薇（他的妻子），還有德國著名演員克勞斯·金斯基。金斯基以經常與導演鬧不合聞名於影壇，他卻與佛朗哥維持不俗的合作關係。
2013年3月27日，佛朗哥嚴重中風，被送往西班牙馬拉加的一家醫院，六天後，也就是4月2日上午，他在醫院去世，享壽82歲。